# منتخب النمسا لكرة القدم الشاطئية
منتخب النمسا لكرة القدم الشاطئية هو ممثل النمسا الرسمي في المنافسات الدولية في كرة القدم الشاطئية 
، يديريه اتحاد النمسا لكرة القدم.